# Pavillon des Filtres
Le pavillon des Filtres  est un bâtiment de Versailles construit sous le règne de Louis XVI et destiné à filtrer l'eau pour la population de la ville.

## Localisation
Il se situe au 51, avenue des États-Unis à Versailles.

## Historique
Le bâtiment fut remanié à la fin du XIXe siècle. Il fut en service jusqu'en 1964. Le pavillon fut classé monument historique le 25 juin 1979 et a été entièrement restauré en 1996. Le bâtiment est propriété de l'État. 

## Description
L'eau était pompée dans la Seine, puis plus tard dans les forages de Croissy, arrivait au pavillon via les aqueducs de Louveciennes et de Picardie. L'eau y était épurée par gravitation en passant par plusieurs bassins successifs. Elle était ensuite déversée dans le bassin de Picardie ou celui de Montbauron.

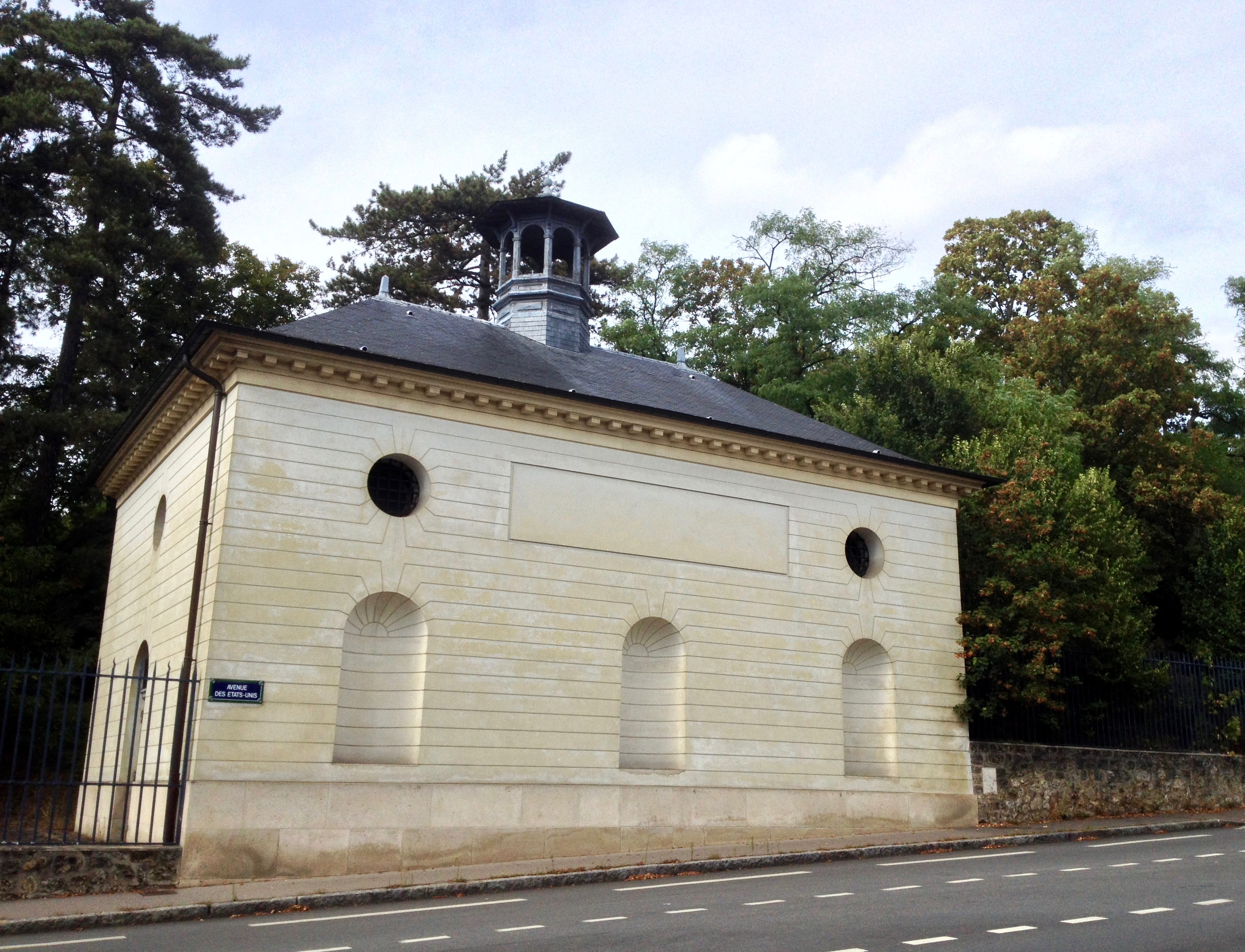
Pavillon des Filtres, vu de l'avenue des États-Unis.
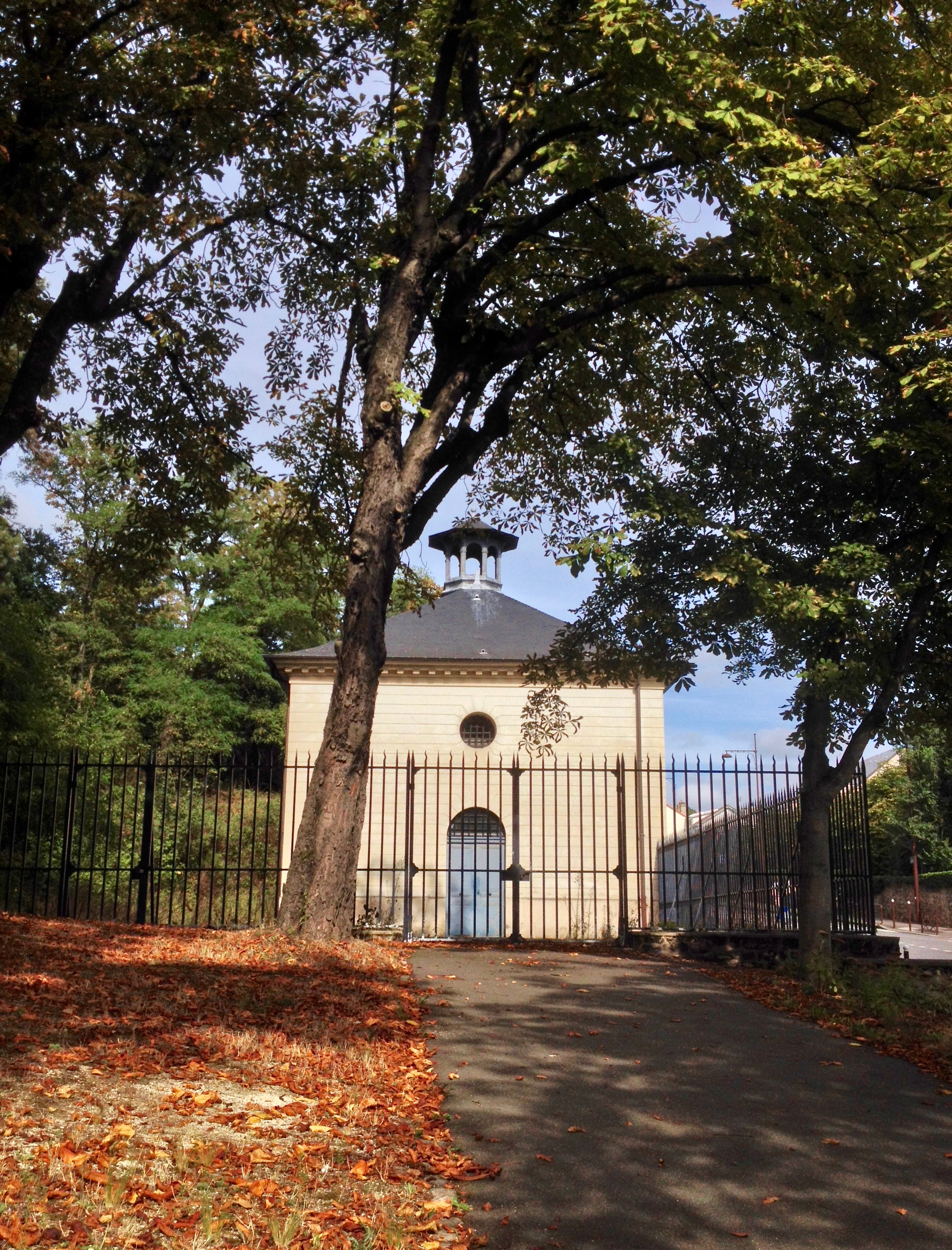
Pavillon des Filtres en 2016.